# Witness Protection
Witness Protection (conocida como Protejan al testigo en Latinoamérica) es un telefilme estadounidense de 1999 dirigido por Richard Perce, protagonizado por Forest Whitaker, Tom Sizemore, Mary Elizabeth Mastrantonio, Shawn Hatosy y Skye McCole Bartusiak. Fue estrenado en HBO el 11 de diciembre de 1999.

## Sinopsis
El criminal profesional del sur de Boston, Bobby Batton, enfrenta una ejecución por parte de la mafia. El FBI le ofrece un trato: inmunidad de enjuiciamiento por varios crímenes graves a cambio de testimonio contra sus compañeros, después de lo cual él y su familia se unirán al Programa Federal de Protección de Testigos. Batton acepta la oferta, y él, su esposa Cindy, su hijo Sean y su hija Suzie pasan cinco días con el mariscal federal Steven Beck, quien los entrena en sus nuevas identidades en preparación para su traslado a Seattle.
Intentar hacer frente sin dinero, amigos, parientes, mascotas, posesiones o cualquier apariencia de una existencia pasada resulta ser más difícil de lo que cualquiera de ellos anticipó. Cuando la familia comienza a desintegrarse lentamente por el peso de las recriminaciones y la frustración, Bobby se pregunta si su libertad vale los sacrificios que sus seres queridos se han visto obligados a hacer.

## Reparto
- Tom Sizemore ..... Bobby Batton
- Mary Elizabeth Mastrantonio ..... Cindy Batton
- Forest Whitaker ..... Steven Beck
- Shawn Hatosy ..... Sean Batton
- Skye McCole Bartusiak ..... Suzie Batton